# Mami Kawada
Pour les articles homonymes, voir Kawada.
Mami Kawada (川田 まみ, Kawada Mami) est une chanteuse J-pop née le 13 février 1980 à Sapporo, Hokkaidō, au Japon.

## Histoire
Mami Kawada a été découverte par Eiko Shimamiya, professeur à l'école de chant à Sapporo. Mami est alors présentée au groupe I've Sound, une production musicale à laquelle elle fera partie en 2001.
Sa première chanson, Kaze to Kimi wo Daite sortit en 2001, est l'opening de l'eroge miss you. La chanson fait partie du cinquième album de I've Sound, une compilation nommée OUT FLOW. Depuis, un grand nombre des chansons de Mami sont des opening et ending de jeux vidéo ou d'anime.
Le 14 juillet 2003, elle sort son premier single Asu he no Namida qui est l'opening de l'anime Onegai Twins. Dans la même année, Mami Kawada et Eiko Shimamiya forment un groupe : Healing Leaf. Elles chantent différentes chansons de jeux vidéo mais seulement une de ces chansons, Ame ni Utau Tanshikyoku, fait partie de la I've Girls Compilation.
Le 23 février 2005, Mami sort son premier single sous le label Geneon Enterainment Ins. : Radiance (paroles écrites par Mami, accompagnée par KOTOKO). Il s'agit de l'opening de l'anime Starship Operators. Le single se place 19 du Top Oricon.
Ce single lance sa carrière comme songwriter/vocalist.
Le 9 novembre 2005, Mami sort le single Hishoku no Sora, opening de l'anime Shakugan no Shana, qui se place 11e du top.
Son quatrième single, undelete sort le 1er mars 2006. Il s'agit de l'opening de l'anime BALDR Force EXE Resoltuin OVA. Le single se place à la 21e place.
Le premier album de Mami sort le 29 mars 2006. Il s'intitule SEED et se place 12e du top Oricon.
Mami Kawada, toujours en collaboration avec l'anime Shakugan no Shana, sort un nouveau single, Akai Namida/ Beehive, thème du film et, plus tard, elle chantera l'opening et l'ending de la seconde saison de l'anime. JOINT sort le 31 octobre 2007, c'est son septième single.
Entre-temps, la demoiselle sort Get My Way ! , ending de l'anime Hayate no Gotoku ! .
Peu après, le 26 mars 2008, le second album de la jeune femme sort. SAVIA se place 15e du top.
Le 29 octobre 2008, Mami sort son huitième single PSI-missing, qui est l'opening de l'anime to aru majutsu no index.
Le 4 février 2009, elle sort son neuvième single masterpiece, qui se place 12e.
Un dixième single, L'oiseau bleu, sort le 23 mars 2009.
Par la suite, Mami chantera à nouveau pour Shakugan no Shana et cette fois-ci pour l'OAV annonçant la saison 3 de l'anime : Shakugan no Shana S. L'opening, sortit en single le 18 novembre 2009, s'intitule Prophecy tandis que l'ending, All in good time, ne figure sur aucun single.
Mais les fans seront ravis d'apprendre que cet ending sera sur le troisième album de Mami, Linkage, prévu pour le 24 mars prochain.

## Discographie

### Albums
1. Seed (29 mars 2006)
2. Savia (26 mars 2008)
3. Linkage (24 mars 2010)
4. Square The Circle (8 août 2012)
5. Parablepsia (16 septembre 2015)

### Compilation
1. Mami Kawada Best -Birth- (13 février 2013)

### Singles
1. Hishoku no Sora (緋色の空) (9 novembre 2005)
2. Akai Namida / Beehive (赤い涙 / Beehive) (9 mai 2007)
3. Get My Way! (8 août 2007)
4. Joint (31 octobre 2007)
5. PSI-missing (29 octobre 2008)
6. Masterpiece (4 février 2009)
7. L'Oiseau Bleu (4 juin 2009)
8. Prophecy (18 novembre 2009)
9. No buts! (3 novembre 2010)
10. See visionS (16 février 2011)
11. Serment (1er février 2012)
12. Borderland (30 mai 2012)
13. Fixed Star (20 février 2013)
14. Break a spell (26 février 2014)
15. Gardens (5 août 2015)

### Splits Singles
1. Shooting Star avec KOTOKO (26 janvier 2002)
2. Second Flight avec KOTOKO et Sato Hiromi (24 juillet 2003)
3. radiance / Chi ni Kaeru ~on the Earth~ avec KOTOKO (23 février 2005)